# Kenta Chiba
Kenta Chiba (千葉健太, Chiba Kenta) (Osaka, 4 d'abril de 1996 és un gimnasta artístic japonès.
A la Universiada d'estiu de 2017 celebrada a Taipei, Taiwan, va guanyar la medalla d'or per equips.
Va guanyar la medalla de plata en la competició per equips als Jocs Asiàtics de 2018 a Jakarta, Indonesia. També va guanyar la medalla de bronze a l'aparell de barres paral·leles. Va arribar a la final tants als aparells de barra fixa com de cavall amb arcs.
Va guanyar la medalla d'or al Campionat del Món de 2023, en la prova per equips. Individualment es va classificar primer per a la final de l'exercici complet, però només va poder ser quart a la final. També es va classificar per a les finals de cavall amb arcs i barra fixa.